# Dust Bowl Ballads
Dust Bowl Ballads es el nombre de una serie de canciones recogidas en dos discos publicados en 1940 por el músico folk estadounidense Woody Guthrie. Se grabaron en los estudios de la RCA Victor en Camden, Nueva Jersey, el 26 de abril de 1940, y se publicaron a comienzos de julio de ese mismo año. Todas las canciones del disco reflejan la experiencia de los refugiados del Dust Bowl, una terrible sequía acompañada de tormentas de polvo que empujó a numerosos granjeros del Medio Oeste (denominados genéricamente "okies", por el estado de origen de algunos de ellos, Oklahoma) a emigrar a California. 

## Grabación
Guthrie, que había grabado ya algunos temas para Alan Lomax, fue requerido por el productor de la compañía RCA Victor, R. P. Weatherald, para realizar nuevas grabaciones con el fin de publicarlas en disco. Se llevó a cabo una única sesión de grabación, el 26 de abril de 1940, durante la cual se registraron 13 canciones, una de las cuales, Tom Joad, debió ser grabada en dos partes debido a su extensa duración. 
Para la edición se descartaron dos temas, Dust Bowl Blues y Pretty Boy Floyd (inéditos hasta que en 1964 se editó un LP con la sesión completa). Las 11 canciones restantes se editaron en dos discos, con las referencias Victor P-27 y Victor P-28, en julio de 1940. 

## Temas
Los títulos grabados en la sesión del 26 de abril de 1940 fueron los siguientes:
- "Blowin' Down This Road (I Ain't Going To Be Treated This Way)"
- "If You Ain't Got (The Do-Re-Mi)"
- "Dust Bowl Blues"
- "Dust Bowl Refugee(s)"
- "Dust Can't Kill Me"
- "Dust Pneumonia Blues"
- "Dusty Old Dust (So Long, It's Been Good To Know Yuh)"
- "The Great Dust Storm (Dust Storm Disaster)"
- "I Ain't Got No Home"
- "Pretty Boy Floyd"
- "Talking Dust Bowl"
- "Tom Joad"
- "Vigilante Man"

La mayoría de las canciones hacen referencia directa a las desventuras de los afectados por el Dust Bowl (seis de ellas tienen en el título la palabra " dust", "polvo" en español). Una excepción es "Pretty Boy Floyd", balada que relata la ascensión y caída de este célebre atracador del estado de Georgia, convertido en símbolo de la lucha de la gente común por la supervivencia.
"Dust Bowl Blues" es el lamento del granjero que lo ha perdido todo en el Dust Bowl y se ve obligado a partir. En "Blowin' Down This Road (I Ain't Going To Be Treated This Way)" se expresa su esperanza del inmigrante de encontrar un mundo mejor; sin embargo, en "If You Ain't Got (The Do-Re-Mi)" se afirma con ironía que nadie podrá entrar en el jardín del Edén si le falta el "do-re-mi" ("do-re-mi" hace referencia a la palabra "dough", coloquialmente, "dinero").
"Tom Joad" pone en escena a Tom Joad (otro "okie"), protagonista de Las uvas de la ira, de John Steinbeck, cuya adaptación cinematográfica dirigida por John Ford impresionó grandemente a Guthrie. En "Vigilante Man" se hace referencia a las patrullas armadas de voluntarios que hostilizaban a los inmigrantes en California.
- Datos: Q385071